# Impératif français
Impératif français ist ein kanadischer Kulturverein mit dem Ziel der Wahrung und Förderung der französischen Sprache. 
Sitz des 1975 gegründeten Vereins ist Gatineau. Er ist auf freiwilliger Basis mit mehreren Organisationen zur Sprachförderung aus Frankreich, Belgien, der Schweiz sowie in Saint-Boniface (Manitoba), bei den Akadiern Neuschottlands, der Prinz-Edward-Insel, Neubraunschweigs, Louisianas und Maines assoziiert, ebenso in anderen Regionen des frankophonen Amerika.
In Québec liegen die Hauptziele in der vollständigen Französisierung der Provinzregierung, der ansässigen Unternehmen, der Städte Montréal und Gatineau und im Speziellen der Regionen Pontiac, Nord-du-Québec und Estrie. Impératif français arbeitet mit dem Office québécois de la langue française im Bereich der Terminologiefindung zusammen und verlangt ein erhöhtes Einschreiten bei grober Verletzung der Bereitschaft seitens lokaler Unternehmer, Kunden auf Französisch zu bedienen.
Im Dienste der kanadischen Bundesregierung kooperiert er mit dem Commissariat aux langues officielles und verweist auf sprachliche Ungerechtigkeiten innerhalb der kanadischen Streitkräfte, Air Canadas, des öffentlichen Dienstes, der Gerichte und Provinzparteien, Botschaften und verschiedener staatlicher Industriesektoren.
Im Auftrag der Provinzregierung Ontarios unterstützt er die Rechte der bedeutsamen frankophonen Minderheit, besonders in der Bundeshauptstadt Ottawa, u. a. im dortigen französischsprachigen Krankenhaus Hôpital Montfort, weiterhin in Greater Sudbury.
Seit Gründung verleiht die Organisation jährlich zahlreiche Preise, darunter den Prix Impératif français und den Prix d’excellent Lyse-Daniel.
Aktueller Präsident ist Jean-Paul Perreault.